# LG Optimus Me
LG P350 Optimus Me — одна из самых компактных и недорогих моделей на рынке Android смартфонов от компании LG Electronics. Смартфон начального уровня, ориентирован на молодёжную аудиторию, выпускается в пяти цветовых решениях. Работает под управлением Android 2.2.2 Froyo.

## Технические особенности
LG P350 выполнен в формате сенсорного бесклавиатурного моноблока с ёмкостным экраном. Модель обладает привлекательным дизайном и доступен в пяти цветах: чёрном, белом, голубом, розовом и серебристом (в Россию модель поставлялась только в чёрном и серебристом исполнении).
LG P350 был представлен на MWC 2011 в Барселоне и поступил в продажу в апреле. Особенностью устройства является очень маленький дисплей (2,8") и дополнительные клавиши звонка/окончания вызова.
Отзывы, в целом, позитивные.

## Прошивка
Официально LG не выпустила обновление Android 2.3 для LG P350, но существует ряд кастомных прошивок для телефона.
Одной из самых популярных является CyanogenMod 7.2, основанный на Android 2.3.7.
Прошивка обладает большими преимуществами:
- Возможность настройки процессора, установка нижнего и верхнего барьеров для частоты ЦП, доступно от 122 MHz до 844 MHz, стандартным является диапазон: 400—600 MHz, оптимальным для разгона: 245—729 MHz, также предпочитают 480—768, также имеется возможность изменения режима работы ЦП.
- Другие возможности изменения производительности.
- Более экономичное использование аккумулятора.
- Все новые возможности и изменения Android 2.3.7
- Повышенная производительность.

На данный момент выпущена стабильная CyanodenMod 9, основанного на Android 4.0.4 ICS, разработка была временно приостановлена в связи с проблемами boot.img до 7 октября, потом была восстановлена, но язык теперь в прошивке только английский.
Также был выпущен Cyanogenmod 10 ,основанный на Android 4.1.2,а 7 января 2013 был выпущен Cyanogenmod 10.1 (Android 4.2.1). На данный момент проходит экспериментальное тестирование 4.2.2